# Mecz Gwiazd PLKK 2015
Mecz Gwiazd – Polska – Gwiazdy TBLK 2015 – towarzyski mecz koszykówki rozegrany 28 lutego 2015 roku w hali Globus, w Lublinie. W spotkaniu wzięły udział zawodniczki najwyższej klasy rozgrywkowej w Polsce oraz reprezentantki Polski.
Spośród wybranych zawodniczek w spotkaniu nie wystąpiła Helena Sverrisdóttir z CCC Polkowice. Zastąpiła ją koleżanka z drużyny – Aishah Sutherland.
Pod nieobecność Jacka Winnickiego kadrę Polski poprowadził w zastępstwie trener Pszczółek AZS UMCS Lublin – Krzysztof Szewczyk.
Podczas spotkania odbył się konkurs rzutów za 3 punkty, w którym triumfowała, debiutująca w kadrze Polski Julie McBride. Pokonała ona (20 pkt.) swoje koleżanki z reprezentacji, Aleksandrę Pawlak (16) i Katarzynę Krężel (16).
- MVP – Allie Quigley (Gwiazdy)
- Zwyciężczyni konkursu rzutów za 3 punkty – Julie McBride (Polska)[4]

## Statystyki spotkania
- Trener kadry Polski: Krzysztof Szewczyk (Pszczółka AZS UMCS Lublin)
- Trener drużyny gwiazd: Štefan Svitek (Wisła Can-Pack Kraków), asystent: Tomasz Herkt (Artego Bydgoszcz)

| Gwiazdy TBLK – 76                         | Gwiazdy TBLK – 76                         | Gwiazdy TBLK – 76                         | Gwiazdy TBLK – 76                         | 66 – Polska                               | 66 – Polska                               | 66 – Polska                               | 66 – Polska                               |
| Wyniki Kwart – 17:14, 12:13, 26:22, 21:17 | Wyniki Kwart – 17:14, 12:13, 26:22, 21:17 | Wyniki Kwart – 17:14, 12:13, 26:22, 21:17 | Wyniki Kwart – 17:14, 12:13, 26:22, 21:17 | Wyniki Kwart – 17:14, 12:13, 26:22, 21:17 | Wyniki Kwart – 17:14, 12:13, 26:22, 21:17 | Wyniki Kwart – 17:14, 12:13, 26:22, 21:17 | Wyniki Kwart – 17:14, 12:13, 26:22, 21:17 |
| Zawodnik                                  | Kraj                                      | Klub                                      | Pkt                                       | Zawodnik                                  | Kraj                                      | Klub                                      | Pkt                                       |
| ----------------------------------------- | ----------------------------------------- | ----------------------------------------- | ----------------------------------------- | ----------------------------------------- | ----------------------------------------- | ----------------------------------------- | ----------------------------------------- |
| Jantel Lavender                           | Stany Zjednoczone                         | Wisła Can-Pack Kraków                     | 18                                        | Justyna Żurowska-Cegielska                | Polska                                    | Wisła Can-Pack Kraków                     | 12                                        |
| Allie Quigley                             | /                                         | Wisła Can-Pack Kraków                     | 16                                        | Marta Jujka                               | Polska                                    | MKK Siedlce                               | 11                                        |
| Chineze Nwagbo                            | /                                         | Ślęza Wrocław                             | 11                                        | Katarzyna Krężel                          | Polska                                    | Artego Bydgoszcz                          | 9                                         |
| Aishah Sutherland                         | Stany Zjednoczone                         | CCC Polkowice                             | 9                                         | Paulina Pawlak                            | Polska                                    | Ślęza Wrocław                             | 6                                         |
| Courtney Vandersloot                      | Stany Zjednoczone                         | Wisła Can-Pack Kraków                     | 5                                         | Aleksandra Pawlak                         | Polska                                    | Energa Toruń                              | 5                                         |
| Maurita Reid                              | Stany Zjednoczone                         | Energa Toruń                              | 4                                         | Agnieszka Skobel                          | Polska                                    | Wisła Can-Pack Kraków                     | 5                                         |
| Alyssia Brewer                            | Stany Zjednoczone                         | AZS PWSZ Gorzów Wielkopolski              | 4                                         | Julie McBride                             | /                                         | Artego Bydgoszcz                          | 4                                         |
| Amisha Carter                             | Stany Zjednoczone                         | Artego Bydgoszcz                          | 4                                         | Magdalena Ziętara                         | Polska                                    | Wisła Can-Pack Kraków                     | 4                                         |
| Jhasmin Player                            | Stany Zjednoczone                         | Ślęza Wrocław                             | 3                                         | Aldona Morawiec                           | Polska                                    | Pszczółka AZS UMCS Lublin                 | 4                                         |
| Olena Ogorodnikowa                        | Ukraina                                   | AZS PWSZ Gorzów Wielkopolski              | 2                                         | Dominika Owczarzak                        | Polska                                    | CCC Polkowice                             | 2                                         |
| Sharnee Zoll                              | Stany Zjednoczone                         | AZS PWSZ Gorzów Wielkopolski              | 0                                         | Martyna Koc                               | Polska                                    | Artego Bydgoszcz                          | 2                                         |
| Angel Robinson                            | Stany Zjednoczone                         | Pszczółka AZS UMCS Lublin                 | 0                                         | Ewelina Gala                              | Polska                                    | Basket Gdynia                             | 2                                         |